# Arctia diminutata
Arctia diminutata är en fjärilsart som beskrevs av Statt. 1934. Arctia diminutata ingår i släktet Arctia och familjen björnspinnare. Inga underarter finns listade i Catalogue of Life.